# پاملا کافلر
پاملا کافلر تهیه‌کننده فیلم و تلویزیون آمریکایی و از بنیانگذاران کیلر فیلمز ، یک شرکت تهیه‌کنندگی مستقل مستقر در نیویورک است که او به همراه کریستین واچون رهبری آن را بر عهده دارد.   
کافلر تهیه‌کنندگی فیلم‌هایی مانند  «هدویگ و اینچ خشمگین» ، «میلدرد پیرس» ، «زیرزمین مخملی» ، «زندگی‌های گذشته » و «مه دسامبر» را بر عهده داشته است که فیلم آخر در بخش رقابتی جشنواره فیلم کن ۲۰۲۳ به نمایش درآمد و توسط نتفلیکس خریداری شد.    